# Афанасьев, Владимир Андреевич
Афанасьев Владимир Андреевич (10 августа 1924 — 14 марта 1978) — командир миномётного расчёта 289-го гвардейского стрелкового полка (97-я гвардейская Полтавская Краснознамённая орденов Суворова и Богдана Хмельницкого стрелковая дивизия, 5-я гвардейская армия, 1-й Украинский фронт), гвардии старший сержант, Полный Кавалер ордена Славы.

## Биография
Родился 10 августа 1924 года в Вологде в семье рабочего. Русский. Окончил 7 классов, фабрично-заводское училище при Вологодском вагоноремонтном заводе. Был рабочим на этом заводе.

### Служба в Красной Армии
В Красной Армии с 1942 года. Участвовал в боях Великой Отечественной войны с августа 1942 года:
- в составе 21-й армии Сталинградского и 66-й армии Донского фронтов — в Сталинградской битве
- в составе 5-й гвардейской армии Воронежского фронта — в Курской битве, Харьковской наступательной операции в августе 1943 года
- с сентября 1943 года в составе Степного фронта (с 20 октября — 2-й Украинский фронт) освобождал Левобережную Украину, форсировал Днепр, участвовал в Кировоградской и Уманско-Ботошанской операциях
- в составе 1-го Украинского фронта — в Львовско-Сандомирской, Сандомирско-Силезской, Нижнесилезской, Верхнесилезской, Берлинской и Пражской наступательных операциях

Наводчик 82-миллиметрового миномёта 289-го гвардейского стрелкового полка (97-я гвардейская стрелковая дивизия, 5-я гвардейская армия, 2-й Украинский фронт) гвардии красноармеец Афанасьев 5—22 января 1944 года при прорыве обороны противника на подступах к городу Кировоград уничтожил миномётную батарею и много гитлеровцев.
Приказом командира 97-й гвардейской стрелковой дивизии от 15 февраля 1944 года за мужество, проявленное в боях с врагом, гвардии красноармеец Афанасьев награждён орденом Славы 3-й степени.
Командир расчёта 82-миллиметрового миномёта Афанасьев, командуя бойцами, 8 и 18 апреля 1944 года южнее села Григориополь (Молдавия) отбил две массированные контратаки противника. При этом расчёт уничтожил пулемёт с прислугой, бронетранспортёр и семнадцать гитлеровцев.
Приказом по 5-й гвардейской армии от 2 июня 1944 года гвардии красноармеец Афанасьев награждён орденом Славы 2-й степени.
Гвардии старший сержант Афанасьев (тот же боевой состав, 1-й Украинский фронт) 26 января 1945 года на левом берегу реки Одер в районе Олау (Германия), ныне Олава (Польша), вместе с расчётом разрушил 5 наблюдательных пунктов, 12 огневых точек и уничтожил свыше взвода солдат противника.
Указом Президиума Верховного Совета СССР от 27 июня 1945 года за мужество, отвагу и героизм, проявленные в борьбе с немецко-фашистскими захватчиками, гвардии старший сержант Афанасьев Владимир Андреевич награждён орденом Славы 1-й степени.
Вот что писал матери Владимира Андреевича командир полка:
«Ваш сын, Афанасьев Владимир Андреевич, прошел большой боевой путь — от Волги до Вислы. В боях громил проклятого врага с ненавистью в сердце, с большой самоотверженностью и настоящей преданностью своей любимой Родине, как и подобает воину доблестной Советской Армии. Вместе с полком Владимир шагал по фронтовым дорогам, беспощадно мстил немецким извергам за муки и смерть советских людей. Он с честью выполняет свою миссию воина-освободителя.

Дорогая мамаша! От всего сердца благодарим Вас за то, что воспитали такого геройского сына. Командование просит познакомить с этим письмом рабочий коллектив. Пусть все знают, как сражается на фронте их воспитанники.»
В 1945 году демобилизован.

### После войны
Жил в Вологде. Работал бригадиром слесарей-ремонтников на Вологодском вагоноремонтном заводе.

## Награды
- полный кавалер ордена Славы:
  - Орден Славы 3-й степени № 51946 приказом от 15 февраля 1944 года
  - Орден Славы 2-й степени № 1691 приказом от 2 июня 1944 года
  - Орден Славы 1-й степени № 1068 приказом от 27 июня 1945 года
- медали